# Internationales Institut für missionswissenschaftliche Forschungen
Das Internationale Institut für missionswissenschaftliche Forschungen e.V.,  Kürzel IIMF, ist eine Vereinigung von katholischen Wissenschaftlern und Freunden zur Förderung der Missionswissenschaft und der Erforschung interkultureller Beziehungen und Entwicklungen. Zweck des Vereins ist das wissenschaftliche Studium theoretischer und praktischer Probleme der Evangelisation und der interkulturellen Begegnung in gemeinschaftlicher Arbeit und privater Forschung.

## Ziele
Seit seiner Gründung gibt das IIMF die Zeitschrift für Missionswissenschaft und Religionswissenschaft (ZMR) heraus und fördert darüber hinaus die Veröffentlichung missions- und religionswissenschaftlicher Publikationen sowie Veranstaltungen und Tagungen zu interkulturellen, missions- und religionswissenschaftlichen Themen.

## Geschichte
Im Jahr 1911 wurde das IIMF als erstes missionswissenschaftliches Institut in der katholischen Welt durch eine Gruppe von Missionswissenschaftlern und Förderern der Missionswissenschaft gegründet. Auf wissenschaftlicher Ebene waren neben anderen Joseph Schmidlin (1876–1944) beteiligt, der seit 1910 das Fach in Verbindung mit Kirchengeschichte an der Universität Münster lehrte, und Robert Streit (ein Angehöriger des Ordens Oblaten der Unbefleckten Jungfrau Maria), der eine große Missionsbibliographie (Bibliotheca Missionum) begründete. Auf kirchenpolitischer Ebene förderte der Reichstagsabgeordnete Aloys Fürst zu Löwenstein die Gründung des Instituts und amtierte als dessen langjähriger erster Vorsitzender. Im selben Jahre wurde auch die Zeitschrift für Missionswissenschaft als erste katholische Fachzeitschrift dieser neuen theologischen Disziplin gegründet. Erster Herausgeber und verantwortlicher Schriftleiter war wiederum Schmidlin.
Zur bewegten Geschichte der Zeitschrift gehören Namensänderungen, zwangsweise Einstellungen in der NS-Zeit und der Kriegszeit sowie Wiedergründungen. Nachdem die Zeitschrift 1947 wieder erscheinen konnte, gab sie sich 1950 den Namen, unter dem sie noch heute erscheint: Zeitschrift für Missionswissenschaft und Religionswissenschaft (ZMR). Im Jahr 1961 feierte das IIMF sein fünfzigjähriges Bestehen mit einer von Josef Glazik MSC ausgerichteten Tagung, an der auch der Präfekt der römischen Kongregation für die Glaubensverbreitung, Kardinal Grégoire-Pierre Agagianian, teilnahm. Im Jahr 2011 feierte das Institut sein hundertjähriges Bestehen mit einem Festakt. Fünf Jahre später  erschien der 100. Jahrgang der Zeitschrift für Missionswissenschaft und Religionswissenschaft unter der Schriftleitung von Mariano Delgado.

## Vorsitzende
- 1911–1948: Aloys Fürst zu Löwenstein
- 1949–1953: Erich Fürst von Waldburg-Zeil
- 1953–1955: Johannes Solzbacher
- 1955–1957: Franz Kiel
- 1957–1959: Johannes Solzbacher
- 1959–1970: Georg Frey
- 1970–1978: Bernhard Willeke
- 1978–1998: Hans Waldenfels
- 1998–2005: Günter Riße
- 2005–2010: Lothar Bily
- 2010–2016: Michael Sievernich
- seit 2017: Klaus Vellguth

## Weblink
- Homepage des Internationalen Instituts für missionswissenschaftliche Forschungen

## Einzelbelege
1. ↑  Robert Streit: Bibliotheca Missionum. Band 1 ff., Freiburg im Breisgau 1916 ff.